# 樋口善右衛門
樋口 善右衛門（善右衞門、ひぐち ぜんうえもん、1876年（明治9年）3月7日 - 1948年（昭和23年）9月24日）は、明治から昭和前期の農業経営者、実業家、政治家。衆議院議員、愛知県東春日井郡守山町長。

## 経歴
愛知県春日井郡小幡村（東春日井郡小幡村、守山町、守山市を経て現名古屋市守山区小幡）で、滝本善次郎の二男として生まれる。名古屋の樋口半右衛門の養子となり、1881年（明治14年）家督を相続したが、1898年（明治31年）に分家した。
農業、蚕業、畜産業を経営。1903年（明治36年）製薬業、売薬業を創業し、1908年（明治41年）に火薬類の販売を営む。
堀尾茂助、大島宇吉らの影響で政界に進み、1916年（大正5年）守山町会議員、1923年（大正12年）愛知県会議員に選出され、守山町長も務めた。
1937年（昭和）12月、第20回衆議院議員総選挙で愛知県第2区から立憲政友会公認で出馬して初当選。1942年（昭和17年）4月の第21回総選挙に翼賛政治体制協議会の推薦を受け愛知県第2区から出馬して再選され、衆議院議員に連続2期在任した。この間、翼賛政治会政調農林委員、東春日井郡農会長などを務めた。戦後、日本進歩党に所属し、その後、公職追放となった。